# ویسوکایا (باشقیرستان)
ویسوکایا (انگلیسی: Vysokaya, Republic of Bashkortostan) یک شهرک در شهرستان ایگلینسکی استان باشقیرستان کشور روسیه است.